# Stazione di Santuario Incoronata
Stazione di Santuario Incoronata vasútállomás Olaszországban, Puglia régióban, Foggia település Santuario della Madonna Incoronata nevű frazionéjában.

## Vasútvonalak
Az állomást az alábbi vasútvonalak érintik:
- Foggia-Potenza-vasútvonal

## Kapcsolódó állomások
A vasútállomáshoz az alábbi állomások vannak a legközelebb: 
- Stazione di Ordona
- Stazione di Cervaro